# Серхіо Ангуло
Серхіо Ангуло (ісп. Sergio Angulo, нар. 14 вересня 1960, Ібаге) — колумбійський футболіст, що грав на позиції нападника, зокрема за «Депортіво Калі» та «Америка де Калі», а також за національну збірну Колумбії. По завершенні ігрової кар'єри — тренер.

## Клубна кар'єра
Народився 14 вересня 1960 року в місті Ібаге. Вихованець футбольної школи клубу «Депортіво Калі». Дорослу футбольну кар'єру розпочав 1979 року в основній команді того ж клубу, в якій провів три сезони, взявши участь у 27 матчах чемпіонату. 
Протягом 1982 року захищав кольори клубу «Кукута Депортіво», після чого повернувся до «Депортіво Калі», цього разу відіграв за команду з Калі наступні чотири сезони своєї ігрової кар'єри. Більшість часу, проведеного у складі «Депортіво Калі», був основним гравцем атакувальної ланки команди та одним з її головних бомбардирів, маючи середню результативність на рівні 0,39 гола за гру першості.
Протягом 1987—1989 років захищав кольори клубу «Санта-Фе». У складі цієї команди в сезоні 1988 року забив 29 голів у чемпіонаті, ставши найкращим бомбардиром колумбійської першості.
1989 року уклав контракт з клубом «Америка де Калі», у складі якого провів наступні чотири роки своєї кар'єри гравця.  Граючи у складі «Америка де Калі» також здебільшого виходив на поле в основному складі команди. В новому клубі був серед найкращих голеодорів, відзначаючись забитим голом в середньому щонайменше у кожній третій грі чемпіонату. 1990 року здобув у його складі титул чемпіона Колумбії.
Згодом з 1993 по 1997 рік грав за «Депортіво Перейра», «Кукута Депортіво», «Корпарасьйон Тулуа», «Депортіво Пасто» та «Депортіво Унікоста».
Завершив ігрову кар'єру у друголіговій команді «Унівальє», за яку виступав протягом 1998 року.

## Виступи за збірну
1987 року дебютував в офіційних матчах у складі національної збірної Колумбії.
У складі збірної був учасником розіграшу Кубка Америки 1987 року в Аргентині, на якому команда здобула бронзові нагороди, а також розіграшу Кубка Америки 1989 року в Бразилії.
Загалом протягом п'ятирічної кар'єри у національній команді провів у її формі 9 матчів.

## Кар'єра тренера
Розпочав тренерську кар'єру невдовзі по завершенні кар'єри гравця, 1999 року, очоливши молодіжну команду «Депортіво Калі».
Згодом у 2000–2008 роках працював у структурі «Мільйонаріос», асистуючи головному тренеру основної команди клубу, а також працюючи з молодіжним складом.
2012 року працював у Панамі, очолюючи тренерський штаб команди «Тауро», яку приводив до перемоги у Клаусурі тогорічної першості країни.
Згодом у 2017 року був головним тренером «Депортіво Калі».

## Титули і досягнення

### Як гравця
- Чемпіон Колумбії (1):

«Америка де Калі»: 1990
- Бронзовий призер Кубка Америки: 1987

### Як тренера
- Чемпіон Панами (1):

«Тауро»: 2012 (К)

### Особисті
- Найкращий бомбардир чемпіонату Колумбії (1):

1988 (29 голів)